# Einar Stefánsson
Einar Stefánsson (ur. 1952 w Reykjavíku) – islandzki okulista, chirurg witreoretinalny, profesor nauk medycznych. Szef katedry okulistyki Uniwersytetu Islandzkiego.
Urodził się w stolicy Islandii Reykjavíku, gdzie spędził lata edukacji szkolnej. Studia medyczne ukończył z wyróżnieniem na wydziale medycyny Uniwersytetu Islandzkiego w 1978. Doktorat z fizjologii uzyskał w 1981 na amerykańskim Duke University. Po doktoracie pozostał w Stanach pracując jako visiting scientist w National Eye Institute oraz National Institute of Health, a następnie jako assistant professor w Duke University Medical Center. W 1989 powrócił do rodzinnej Islandii, by objąć stanowisko profesora i szefa katedry okulistyki Uniwersytetu Islandzkiego, na którym pełnił też funkcję prodziekana i dziekana wydziału medycyny. Od 2005 pełni funkcję redaktora naczelnego nordyckiego czasopisma okulistycznego „Acta Ophthalmologica”. Jest też członkiem rady redakcyjnej brytyjskiego czasopisma „Progress in Retinal and Eye Research” (w roku 2017 najbardziej prestiżowy periodyk okulistyczny na świecie w rankingu SCImago Journal Rank).
W pracy klinicznej i badawczej specjalizuje się w chirurgii witreoretinalnej (w obrębie ciała szklistego i siatkówki) oraz cukrzycowych schorzeniach oka.
Jest autorem i współautorem licznych artykułów publikowanych w recenzowanych czasopismach okulistycznych oraz rozdziałów w książkach. Swoje prace publikował m.in. w „British Journal of Ophthalmology”, „Investigative Ophthalmology & Visual Science" oraz „American Journal of Ophthalmology".
Należy do szeregu towarzystw okulistycznych, m.in. American Academy of Ophthalmology, Association for Research in Vision and Ophthalmology (ARVO), European Association for Vision and Eye Research (EVER), Michaelson Club oraz Islandzkiego Towarzystwa Okulistycznego.